# となりのMr.パーフェクト
『となりのMr.パーフェクト』（となりのミスターパーフェクト、朝: 엄마친구아들、英: Love Next Door）は、韓国tvNにて2024年8月17日から2024年10月6日まで放送されるテレビドラマ。日本ではNetflixを通じて、同時配信された。
人生の再起を込めて帰国した女性と幼馴染の建築家が織りなすロマンティックコメディ。
原題の엄마친구아들（オンマチングアドゥル）とは直訳で「お母さんの友達の息子」という意味で、意訳では「完璧な男性」を表し、엄친아（オムチナ）と略される。

## あらすじ
国際的な地位を得た若手建築家のチェ・スンヒョ（チョン・ヘイン）と大学卒業後にアメリカの大企業グレイプのゼネラルマネージャーのぺ・ソンニュ（チョン・ソミン）は幼馴染み。そんな2人の母も親友で母親共にスクという名がつくことからスク姉妹として4人組で子供達の話で1日を尽かすほどである。弁護士と結婚間近のソンニュは密かに韓国へ帰国。救急隊員の同級生チョン・モウムもソンニュの空港の出迎えに行く。親友との時間も束の間、1人になったソンニュは行きつけの銭湯が新しい事務所へ変わっているのを見ていると、幼馴染みのスンヒョと最悪の再会を果たす。勝手にスンヒョの事務所に侵入したソンニュだったが、スンヒョに「家に帰って、母に秘密を打ち明けて」と帰宅を促した。事務所の外で結婚はしないと言ったソンニュ。背後には怒りに満ちたソンニュの母ミスク（パク・チヨン）が襲いかかって来る。ミスクがいなくなった後、ソンニュ達はベンチで談話。ソンニュは「私のCPUは壊れた。もう一度再起動しなければ」とスンヒョに語るが…。

## 登場人物

### 主要人物
チェ・スンヒョ - 演：チョン・ヘイン（幼少期：チョ・ヨジュン）
国内建築界を轟かせた若手建築家で、今は建築会社代表を務めている。
パリ生まれで4歳で帰国。ソンニュとはその時からの幼馴染みだが、いつも振り回されていた。
ぺ・ソンニュ - 演：チョン・ソミン（幼少期：オ・ウンソ）
ヒロイン。世界的大企業グレイプのゼネラルマネージャー。
幼少期から成績優秀で大学卒業後に米国へ渡ったが、人生のピンチで帰国することになる。
チョン・モウム - 演：キム・ジウン
ソンニュの親友。119救急隊員。
かつてはヒーローに憧れを持っていた。ソンニュ達の過去をよく知る。
カン・ダノ - 演：ユン・ジオン
チョンウ日報記者。真実を目でみる現場優先という信念を持っている。
転居先でモウム達の出会いをきっかけに心境が変わる。

### スンヒョの家族
ソ・ヘスク - 演：チャン・ヨンナム
スンヒョの母。現在はアフリカ担当の外交官。スク姉妹メンバー。
チェ・ギョンジョン - 演：イ・スンジュン
スンヒョの父。救急医学科教授。

### ソンニュの家族
ナ・ミスク - 演：パク・チヨン
ソンニュの母。無愛想で高い生活力を持つ。スク姉妹のメンバー。
ペ・グンシク - 演：チョ・ハンチョル
ソンニュの父。軽食店経営。
ペ・ドンジン - 演：イ・スンヒョプ
ソンニュの弟。フィットネストレーナーを夢見る。

### その他の人物
ト・ジェスク - 演：キム・グムスン
モウムの母。不動産店経営。スク姉妹のメンバー。
ユン・ミョンウ - 演：チョン・ソクホ
スンヒョの大学の先輩。スンヒョと共に建築会社共同代表を務める。
イ・ナユン - 演：シム・ソヨン
スンヒョの建築会社の従業員。スンヒョに思いを寄せる。

### 特別出演
チャン・テヒ - 演：ソ・ジヘ
スンヒョの元恋人。

## スタッフ
- 脚本：シン・ハウン
- 演出：ユ・ジェウォン